# 이언 앤더슨
이언 앤더슨(영어: Ian Anderon, 1947년 8월 10일 ~ )은 스코틀랜드 태생의 음악가, 가수, 작곡가, 멀티인스트루멘탈리스트로 영국의 록 밴드 제쓰로 툴의 리드 보컬, 플로티스트, 어쿠스틱 기타리스트로 가장 잘 알려져 있다. 앤더슨은 키보드, 베이스 기타, 부주키, 발랄라이카, 색소폰, 하모니카, 그리고 다양한 호루라기를 포함한 여러 악기를 연주한다. 그의 솔로 작품은 1983년 음반 《Walk into Light》로 시작되었으며, 그 이후 2012년 제쓰로 툴의 음반 《Tick as a Brick》(1972년)의 후속작인 《Tick as a Brick 2》를 포함하여 5개의 작품을 추가로 발매하였다.

## 다른 사업 활동
앤더슨은 영국에 몇 개의 연어 농장을 소유하고 있다. 그의 스트라테어드 걱정은 스카이섬에 있는 그의 소유지를 기반으로 한 것으로, 1990년대 후반까지 운영되었는데, 그 때 일부가 팔렸다.